# Delias eumolpe
Delias eumolpe är en fjärilsart som beskrevs av Grose-smith 1889. Delias eumolpe ingår i släktet Delias och familjen vitfjärilar. Inga underarter finns listade i Catalogue of Life.